# 城巴93線
城巴93線是香港島一條由鴨脷洲邨前往羅便臣道的路線，是方便鴨脷洲邨、鴨脷洲大街、深灣軒、香港仔、薄扶林學生和居民前往半山區學校區上學的路線。
93線會於海怡半島及鴨脷洲邨同時開出，但海怡半島開出班次多會在海怡半島客滿，所以鴨脷洲邨及鴨脷洲大街居民多只可以登上鴨脷洲邨開出的班次。至於城巴93A線則提供由利東邨往羅便臣道的服務，過鴨脷洲大橋後的走線與93線完全相同。

## 歷史
- 1985年4月1日：93線投入服務，初時由中巴營辦。
- 1991年9月2日：93A線投入服務，初時由中巴營辦。
- 1994年10月14日：配合海怡半島乘客需求，93線加開空調特別班次，由海怡半島單向往羅便臣道。
- 1998年9月1日：中巴專營權期滿，新巴接辦93(A)線。
- 1999年4月19日：93線鴨脷洲邨班次改為單向開往羅便臣道。
- 2006年12月9日：取消星期六服務。
- 2017年4月24日：因應港鐵南港島綫通車，93A線取消07:00及07:20班次[1]。
- 2018年4月30日：增設實時抵站時間查詢服務。
- 2023年7月1日：因應城巴新巴專營權合併，93及93A線改由城巴經營。

## 服務時間及班次
93
- 星期一至五上課日：
  - 鴨脷洲邨開：07:00、07:15
  - 海怡半島美康閣開：07:00、07:15

93A
- 星期一至五上課日：
  - 利東邨東興樓開：07:10

93及93A線逢星期六、日、公眾假期及學校假期不設服務

## 收費
93(A)
全程：$8.7
- 瑪麗醫院往羅便臣道：$7.6

| - 本線設有12歲以下小童及65歲或以上長者半價優惠。 - 65歲或以上香港居民使用「樂悠咭」，以及12歲以下合資格殘疾兒童使用「殘疾人士身份」個人八達通繳付車資，均可享有每程$2.0或半價（以較低者為準）的票價優惠；12至64歲合資格殘疾人士使用「殘疾人士身份」個人八達通（包括「樂悠咭」），以及60至64歲香港居民使用「樂悠咭」繳付車資，均可享有每程$2.0或全費（以較低者為準）的票價優惠。 - 65歲或以上長者如使用長者或一般個人八達通繳付車資，則只可享有半價優惠；12至64歲合資格殘疾人士如不使用「殘疾人士身份」個人八達通，以及60至64歲人士如不使用「樂悠咭」繳付車資，必須繳付全費。 - 乘客可以現金或八達通於上車時付款，不設找續。 - 每位成人乘客可免費攜帶最多兩名4歲以下而不佔座位的兒童乘客乘車，超額之4歲以下小童必須繳付小童車費乘車。 - 九龍巴士、城巴及龍運巴士全職員工及家屬（不包括外判職員）可免費乘搭本路線，惟必須拍職員或職員家屬八達通。 - 乘客亦可使用AlipayHK「易乘碼」、支付寶、WeChatHK／微信支付「搭車碼」、銀聯雲閃付「乘車碼」及BOC Pay「乘車碼」、具有感應式支付功能的VISA、Mastercard及銀聯卡，以及Apple Pay、Google Pay及Samsung Pay流動支付平台繳付車資。使用此支付方式的乘客可享有中途下車之分段收費，以及與其他城巴獨營路線或聯營線城巴班次之轉乘優惠，惟不適用於與非城巴路線之轉乘優惠。乘客亦不能享有「公共交通費用補貼計劃」及「長者及合資格殘疾人士公共交通票價優惠計劃」。 |

## 使用車輛
本線巴士多為亞歷山大丹尼士Enviro500（40**、55**）及富豪B9TL(45XX)。(2017年4月前93A線獲派12米車輛行走，至2022年起93A線重新獲派12米車輛行走)

## 行車路線
93(A)
經：海怡路、利東邨通道、利東邨道、鴨脷洲徑、鴨脷洲橋道、香港仔海旁道、石排灣道、薄扶林道、般咸道、柏道及羅便臣道。 
註:有斜體字之路段只限93線特别班次停靠，有粗體字之路段只限93A線停靠。

### 沿線車站

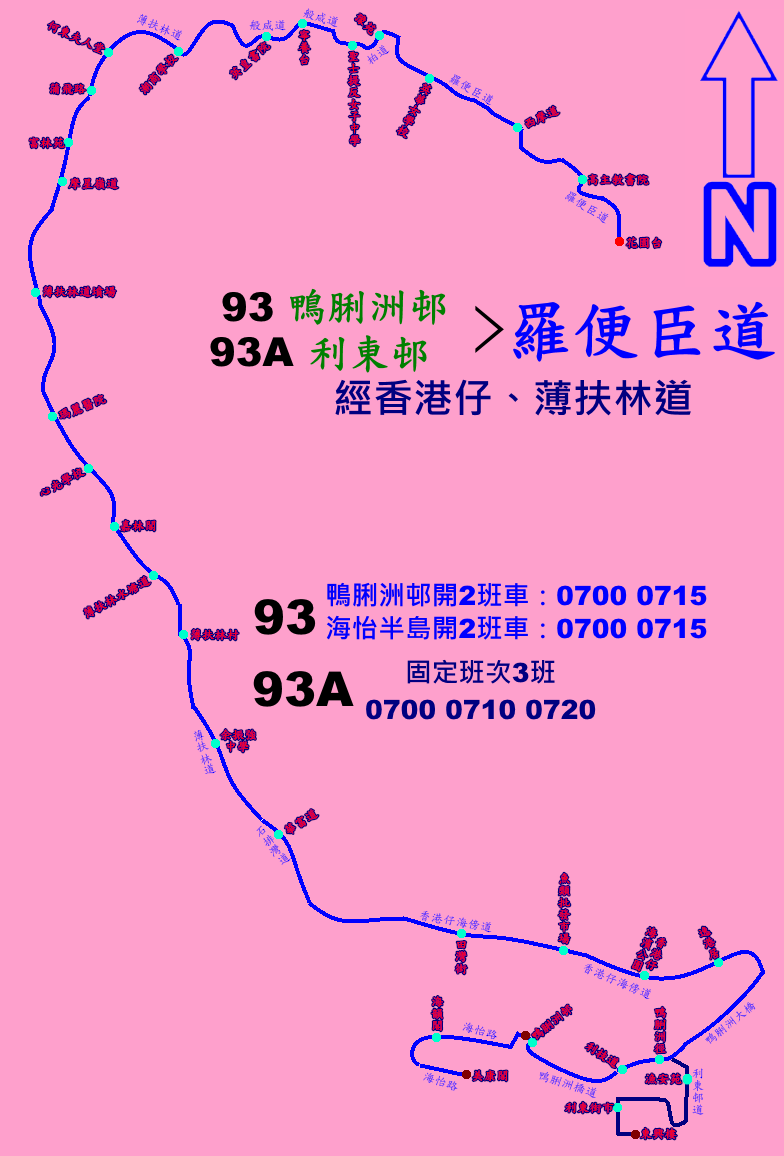
93線及93A線的走線圖

93(A)
| 鴨脷洲邨（常規班次）／海怡半島（特別班次）開 (93) | 鴨脷洲邨（常規班次）／海怡半島（特別班次）開 (93) | 鴨脷洲邨（常規班次）／海怡半島（特別班次）開 (93) | 利東邨開 (93A)                 | 利東邨開 (93A) | 利東邨開 (93A) |
| 序號                                              | 車站名稱                                          | 位置                                              | 序號                           | 車站名稱       | 位置           |
| ------------------------------------------------- | ------------------------------------------------- | ------------------------------------------------- | ------------------------------ | -------------- | -------------- |
| ^                                                 | 海怡半島美康閣                                    | 海怡路                                            | 1                              | 利東邨東興樓   | 利東邨道       |
| ^                                                 | 海怡半島海韻閣                                    | 海怡路                                            | 2                              | 利東街市       | 利東邨道       |
| 1                                                 | 鴨脷洲邨                                          | 鴨脷洲邨巴士總站                                  | 3                              | 漁安苑         | 利東邨道       |
| 2                                                 | 利枝道                                            | 鴨脷洲橋道                                        | 不適用                         | 不適用         | 不適用         |
| 3                                                 | 鴨脷洲徑                                          | 鴨脷洲橋道                                        | 不適用                         | 不適用         | 不適用         |
| （兩線在此交匯，其後路線及車站相同）              |                                                   |                                                   |                                |                |                |
| 鴨脷洲大橋                                        |                                                   |                                                   |                                |                |                |
| 序號                                              | 序號                                              | 車站名稱                                          | 車站名稱                       | 位置           | 位置           |
| 4                                                 | 4                                                 | 逸港居                                            | 逸港居                         | 香港仔海旁道   | 香港仔海旁道   |
| 5                                                 | 5                                                 | 香港仔海濱公園                                    | 香港仔海濱公園                 | 香港仔海旁道   | 香港仔海旁道   |
| 6                                                 | 6                                                 | 香港仔魚類批發市場                                | 香港仔魚類批發市場             | 香港仔海旁道   | 香港仔海旁道   |
| 7                                                 | 7                                                 | 田灣街                                            | 田灣街                         | 香港仔海旁道   | 香港仔海旁道   |
| 8                                                 | 8                                                 | 華富道                                            | 華富道                         | 石排灣道       | 石排灣道       |
| 9                                                 | 9                                                 | 余振強紀念第二中學                                | 余振強紀念第二中學             | 薄扶林道       | 薄扶林道       |
| 10                                                | 10                                                | 薄扶林村                                          | 薄扶林村                       | 薄扶林道       | 薄扶林道       |
| 11                                                | 11                                                | 薄扶林水塘道                                      | 薄扶林水塘道                   | 薄扶林道       | 薄扶林道       |
| 12                                                | 12                                                | 嘉林閣                                            | 嘉林閣                         | 薄扶林道       | 薄扶林道       |
| 13                                                | 13                                                | 心光學校                                          | 心光學校                       | 薄扶林道       | 薄扶林道       |
| 14                                                | 14                                                | 瑪麗醫院                                          | 瑪麗醫院                       | 薄扶林道       | 薄扶林道       |
| 15                                                | 15                                                | 香港華人基督教聯會薄扶林道墳場                    | 香港華人基督教聯會薄扶林道墳場 | 薄扶林道       | 薄扶林道       |
| 16                                                | 16                                                | 摩星嶺道                                          | 摩星嶺道                       | 薄扶林道       | 薄扶林道       |
| 17                                                | 17                                                | 富林苑                                            | 富林苑                         | 薄扶林道       | 薄扶林道       |
| 18                                                | 18                                                | 蒲飛路                                            | 蒲飛路                         | 薄扶林道       | 薄扶林道       |
| 19                                                | 19                                                | 何東夫人堂                                        | 何東夫人堂                     | 薄扶林道       | 薄扶林道       |
| 20                                                | 20                                                | 香港潮商學校                                      | 香港潮商學校                   | 薄扶林道       | 薄扶林道       |
| 21                                                | 21                                                | 英皇書院                                          | 英皇書院                       | 般咸道         | 般咸道         |
| 22                                                | 22                                                | 寧養台                                            | 寧養台                         | 般咸道         | 般咸道         |
| 23                                                | 23                                                | 聖士提反女子中學                                  | 聖士提反女子中學               | 柏道           | 柏道           |
| 24                                                | 24                                                | 豫苑                                              | 豫苑                           | 柏道           | 柏道           |
| 25                                                | 25                                                | 英華女學校                                        | 英華女學校                     | 羅便臣道       | 羅便臣道       |
| 26                                                | 26                                                | 西摩道                                            | 西摩道                         | 羅便臣道       | 羅便臣道       |
| 27                                                | 27                                                | 高主教書院                                        | 高主教書院                     | 羅便臣道       | 羅便臣道       |
| 28                                                | 28                                                | 花園台                                            | 花園台                         | 羅便臣道       | 羅便臣道       |

註:93線的特别班次加停有 ^ 號之車站

## 客量
因鴨脷洲島內有許多學生，所以不論鴨脷洲邨還是利東邨開出的班次也有大量學生使用。
另一方面，因海怡半島內也有許多學生，所以其特别班次每天總是只能載着海怡半島的學生。

## 外部連結
- 新巴/城巴官方網站路線資料：海怡半島班次 （页面存档备份，存于） 鴨脷洲邨班次 （页面存档备份，存于）
- 681巴士總站 城巴93線 （页面存档备份，存于）
- 新巴/城巴官方網站路線資料： （页面存档备份，存于）
- 681巴士總站 城巴93A線 （页面存档备份，存于）